# Мудау
Мудау (њем. Mudau) општина је у њемачкој савезној држави Баден-Виртемберг. Једно је од 27 општинских средишта округа Некар-Оденвалд. Према процјени из 2010. у општини је живјело 5.009 становника. Посједује регионалну шифру (AGS) 8225060, NUTS (DE127) и LOCODE (DE MUU) код.

## Географски и демографски подаци
Мудау се налази у савезној држави Баден-Виртемберг у округу Некар-Оденвалд. Општина се налази на надморској висини од 456 метара. Површина општине износи 107,6 km². У самом мјесту је, према процјени из 2010. године, живјело 5.009 становника. Просјечна густина становништва износи 47 становника/km².